# Namohalu
Namohalu is een bestuurslaag in het regentschap Nias Utara van de provincie Noord-Sumatra, Indonesië. Namohalu telt 2070 inwoners (volkstelling 2010).